# علاء الدين باشا
علاء الدين باشا أو علاء الدين بك وكان شقيق أورخان الغازي الذي خلف والده عثمان الأول الغازي، في قيادة الدولة العثمانية. وليس من المؤكد ما إذا كان علاء الدين أو أورخان الابن الأكبر. بعض المؤرخين يزعمون أن علاء الدين كان الابن الثاني لعثمان، ولكن يرى آخرون أن هناك فرصة جيدة لأنه كان الأكبر سنا.
ومع ذلك، حكم أورخان البلاد، وأصبح أول حاكم عثماني يحصل على لقب السلطان. وفقا للتقاليد والتأريخ العثماني كما قدمها المؤرخ "إدريس بتيلسي"، كان علاء الدين أكثر سلبية من حيوية شقيقه المحارب، وبالتالي بقي في المنزل بدلا من القتال لتوسيع الدولة العثمانية المشكلة حديثا. وقال انه تلقى تدريبا في إدارة شؤون الدولة. هناك فرصة جيدة أن أورخان اختير لقيادة الإمبراطورية بسبب مهاراته كمحارب.

## سيرته
على عكس التاريخ العثماني اللاحق، عندما أصبحت الخلافة قضية يمكن أن تؤدي إلى حرب أهلية عنيفة، قبل علاء الدين منصبه بلطف ولم يكن هناك عداء بين الأخوين. وسرعان ما استسلم علاء الدين لحكم أخيه، وولاءه، وكسب بذلك احترام الحكومة والشعب. في الواقع، يبدو أن علاء الدين تمتع بنمط حياة مريح وكان أكثر اهتمامًا بحقيقة أن والدهم ترك لأورهان وله ثروة مع الإمبراطورية أكثر من مسألة الخلافة. ظلت العلاقات بين هذين الشقيقين، على عكس العديد من الأمراء العثمانيين الآخرين، ودية طوال ما تبقى من حياتهم. بسبب تدريبه في شؤون الدولة، طلب أورخان نصيحة علاء الدين، التي نالها عن طيب خاطر. في المقابل طلب علاء الدين أحدى القرى وتمت الموافقة على طلبه.
في عام 1328 أو 1329، التقى علاء الدين بأورخان لتهنئته على استحواذه مؤخرًا على إزميت. خلال هذه الزيارة، قدم علاء الدين أهم مساهماته للإمبراطورية العثمانية. قدم ثلاثة اقتراحات لأورهان من أجل تحسين كفاءة وشرعية الإمبراطورية العثمانية المبكرة. تتضمن هذه الاقتراحات الثلاثة إدخال نظام نقدي، واختيار الزي الرسمي العثماني، وإعادة تنظيم الجيش بالكامل.
خلال عامي 1328 و 1329، تم بالفعل ختم العملات الفضية باسم أورهان. في المقدمة، أظهروا مادة العقيدة الإسلامية. وعن الجانب الآخر قال: "الله يخلود ملكه".
وفقًا لتقليد البيزنطيين الذين كانوا يرتدون أغطية الرأس والأزياء المصنوعة من مواد مطرزة غنية، تم اختيار زي رسمي، ولكن أكثر تواضعًا، للعاملين في الحكومة والعسكريين. في حين سُمح لعامة الناس بارتداء ما يريدون، تم وضع "قبعة مخروطية الشكل من اللباد الأبيض على أساس المبدأ العربي المحترم للغاية ،" أفضل ثوب هو الأبيض ".  وبهذه الطريقة، تمكن المسؤولون العسكريون والحكوميون من تأكيد شرعيتهم في القيادة.
أخيرًا، وربما الأهم من ذلك، تلقى تنظيم الجيش إصلاحًا شاملاً. اقترح علاء الدين تقسيم الجيش إلى مجموعات فرعية ، وتعيين ضابط في كل قسم. يبدو هذا التنظيم بسيطًا للغاية، مما يؤدي إلى الاستنتاج بأنه قبل ذلك، لم تكن هناك سيطرة على الجيش. كما اقترح علاء الدين تشكيل فرقة من المشاة يمكن استدعاؤها في وقت الحرب للقتال. هؤلاء الجنود، عندما تم تأسيسهم، لم يتلقوا أي تدريب وفشلت الفكرة. في وقت لاحق، تم استبدال هذه الفكرة الفاشلة من قبل فيلق الإنكشارية، ولكن لا يوجد دليل على أن علاء الدين كان له أي علاقة بتطوير الإنكشارية.
بالإضافة إلى مشاركته في شؤون الدولة العثمانية، يبدو أن علاء الدين عاش حياة متدينة وهادئة للغاية. بنى عدة مساجد. يعد مسجد علاء الدين بك كامي في بورصة، الذي اكتمل بناؤه عام 1332، مثالًا نموذجيًا على وحدة مسجد واحدة. إنه معمار متقدم للغاية ، بمساحة 8.2 متر مربع ورواق بثلاثة أروقة. القبة مدعومة بمثلثات تركية ويوجد بها مئذنة واحدة. وبناءً على ذلك، فإن "الكمال القريب من مسجد (علاء الدين بك) في بورصة يكمن في البساطة التي يتم التعبير عن المساحة المثالية بها" (جودوين 18). على الرغم من أنه بعد أن خضعت للترميم في القرن التاسع عشر، لم تعد النوافذ الشرقية والغربية متقاطعة مباشرة، بل منحرفة قليلاً. المئذنة _إذا كان هذا هو الأصل ، فهو المثال الأول للمئذنة، ولكن بسبب الضعف المعماري الناتج عن وضع المئذنة، فمن المحتمل جدًا أن تكون إضافة لاحقة.
توفي علاء الدين بك عام 1331 أو 1332 ودفن في بورصة. يرقد في قبر أخيه أورخان.
في المسلسل التلفزيوني "المؤسس عثمان" الذي بدأ بثه عام 2019، يلعب يمان شينار دور طفولة السيد علاء الدين، ويلعب عمر فاروق أران دوره في مرحلة البلوغ.